# Begonia albomaculata
Begonia albomaculata là một loài thực vật có hoa trong họ Thu hải đường. Loài này được C.DC. ex Huber mô tả khoa học đầu tiên năm 1906.